# Перуль
Перу́ль (фр. Peyroules, окс. Peirolas) — коммуна во Франции, находится в регионе Прованс — Альпы — Лазурный Берег. Департамент коммуны — Альпы Верхнего Прованса. Входит в состав кантона Кастеллан. Округ коммуны — Кастелан.
Код INSEE коммуны — 04148.

## Население

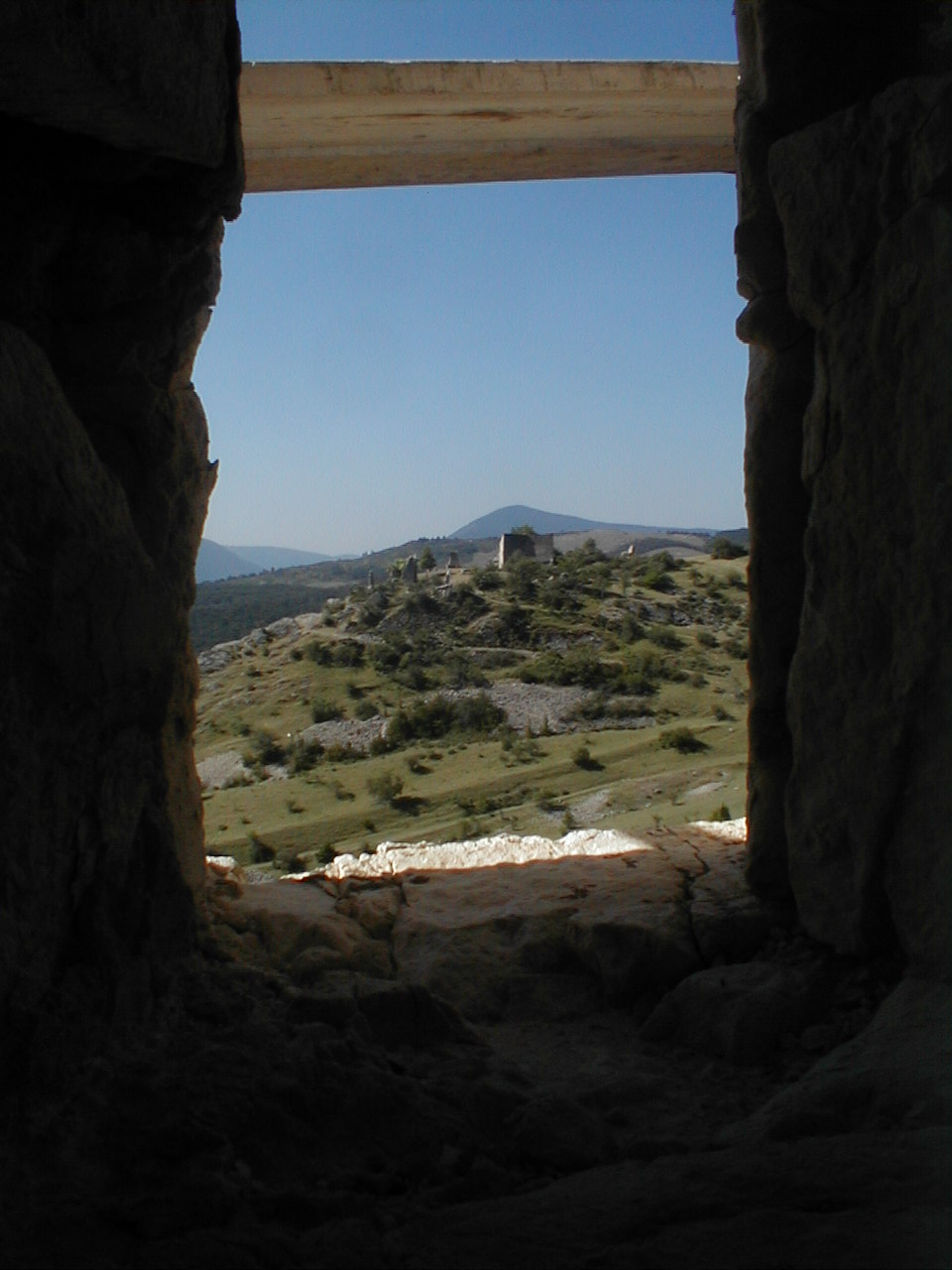
Руины старой деревни

Население коммуны на 2008 год составляло 222 человека.
| 1962 | 1968 | 1975 | 1982 | 1990 | 1999 | 2008 |
| ---- | ---- | ---- | ---- | ---- | ---- | ---- |
| 120  | 91   | 82   | 91   | 109  | 136  | 222  |

## Экономика
В 2007 году среди 136 человек в трудоспособном возрасте (15—64 лет) 95 были экономически активными, 41 — неактивными (показатель активности — 69,9 %, в 1999 году было 72,1 %). Из 95 активных работали 76 человек (46 мужчин и 30 женщин), безработных было 19 (9 мужчин и 10 женщин). Среди 41 неактивных 5 человек были учениками или студентами, 23 — пенсионерами, 13 были неактивными по другим причинам.

## Достопримечательности
- Романская церковь Перуль (XI век), исторический памятник
- Церковь Св. Иоанна Крестителя
- Часовня Ла-Бати (1651 год)